# Schlachtgeschwader 111
La Schlachtgeschwader 111 (SG 111) (111e escadron d'attaque au sol) est une unité d'attaque au sol de la Luftwaffe pendant la Seconde Guerre mondiale. 

## Opérations
Le SG111 a mis en œuvre principalement des avions Arado Ar 66 et Ar 96, Focke-Wulf Fw 190 et Junkers Ju 87.

## Organisation
Le SG 111 a été subordonné à la Luftflotte 10, et plus tard à la 3 Flieger-Schul-Division.

### Stab. Gruppe
Le Stab./SG 111 est formé le 15 octobre 1943 à Stubendorf à partir du Stab/Blindflugschule 11 et a repris ses fonctions d'entraînement des pilotes de la Nachtschlachtgruppen.
Il est dissous le 15 mars 1945.

Geschwaderkommodore (Commandant de l'escadron) :
| Début             | Fin              | Grade | Nom          |
| ----------------- | ---------------- | ----- | ------------ |
| 15 octobre 1943   | 30 novembre 1943 | Major | Andreas Zahn |
| 1er décembre 1943 | 1er janvier 1945 | Major | Edmund Kraus |
| ?                 | ?                | ?     | ?            |

### I. Gruppe
Formé le 15 octobre 1943 à Stubendorf à partir du Blindflugschule 11 avec :
- Stab I./SG 111 nouvellement créé
- 1./SG 111 nouvellement créé
- 2./SG 111 nouvellement créé
- 3./SG 111 nouvellement créé

Le 4. et 5./SG 111 sont formés le 24 août 1944 à Stubendorf, le 5./SG 111 étant pour schlachtlehrerüberprüfung.
Le I./SG 111 est dissous le 15 mars 1945.

Gruppenkommandeure (Commandant de groupe) :
| Début             | Fin              | Grade     | Nom             |
| ----------------- | ---------------- | --------- | --------------- |
| 15 octobre 1943   | 30 novembre 1943 | Major     | Edmund Kraus    |
| ?                 | ?                | ?         | ?               |
| 1er novembre 1944 | 15 mars 1945     | Hauptmann | Hermann Scharke |